# Giovan Francesco di Bette markiz di Lede
Giovan Francesco di Bette markiz di Lede, właśc. Jean-François-Nicolas de Bette, markiz de Lede (ur. 6 grudnia 1667, Bruksela, zm. 11 stycznia 1725, Madryt) – brabancki (Niderlandy Hiszpańskie) arystokrata na służbie króla Hiszpanii Filipa V.
W armii hiszpańskiej był generałem-pułkownikiem piechoty. W latach 1717–1718 był wicekrólem Sardynii, a w latach 1718–1719 był wicekrólem Sycylii oraz naczelnym dowódcą hiszpańskich wojsk w tym rejonie.